# Pajep Lastak-Jauratj
Pajep Lastak-Jauratj är en sjö i Jokkmokks kommun i Lappland och ingår i Luleälvens huvudavrinningsområde. Sjön har en area på 0,112 kvadratkilometer och ligger 688,9 meter över havet. Pajep Lastak-Jauratj ligger i Kvikkjokk-Kabla fjällurskog Natura 2000-område. Sjön avvattnas av vattendraget Kiurijåkkå.

## Delavrinningsområde
Pajep Lastak-Jauratj ingår i det delavrinningsområde (742904-161581) som SMHI kallar för Mynnar i Sjnjutjutisjåkkå. Medelhöjden är 652 meter över havet och ytan är 43,96 kvadratkilometer. Det finns inga avrinningsområden uppströms utan avrinningsområdet är högsta punkten. Kiurijåkkå som avvattnar avrinningsområdet har biflödesordning 4, vilket innebär att vattnet flödar genom totalt 4 vattendrag innan det når havet efter 262 kilometer. Avrinningsområdet består mestadels av skog (72 procent) och kalfjäll (19 procent). Avrinningsområdet har 0,42 kvadratkilometer vattenytor vilket ger det en sjöprocent på 0,9 procent.